# Sylvain Nicolas
Sylvain Nicolas (Bourgoin-Jallieu, 21 de junio de 1987) es un jugador francés de rugby que se desempeña como ala.

## Palmarés
- Campeón de la Copa Desafío de 2016–17.
- Campeón del Top 14 de 2010–11, 2011–12 y 2014–15.